# Durango (Iowa)
Durango es una ciudad situada en el condado de Dubuque, en el estado de Iowa, Estados Unidos. Según el censo de 2010 tenía una población de 22 habitantes.

## Geografía
Según la Oficina del Censo de los Estados Unidos, la localidad tiene un área total de 0,1 km², la totalidad de los cuales 0,1 km² corresponden a tierra firme.

## Demografía
Según el censo de 2010, había 22 personas residiendo en la localidad. La densidad de población era de 220 hab./km². Había 10 viviendas con una densidad media de 100 viviendas/km². El 100% de los habitantes eran blancos.